# Baby Don't Cry (Keep Ya Head Up II)
«Baby Don't Cry (Keep Ya Head Up II)» — перший сингл зі спільного альбому американського репера Тупака Шакура й гурту Outlawz Still I Rise. Приспів містить вокал гурту H.E.A.T.

## Відеокліп
Зйомки єдиного кліпу з платівки відбулись 1-3 вересня 1999. Крім нового матеріалу відео також містить кадри з «Keep Ya Head Up».

## Список пісень
1. «Baby Don't Cry (Keep Ya Head Up II)» (LP Version) — 4:22
2. «Baby Don't Cry (Keep Ya Head Up II)» (Remix) — 4:49
3. «Baby Don't Cry (Keep Ya Head Up II)» (Instrumental) — 4:22
4. «Baby Don't Cry (Keep Ya Head Up II)» (A Cappella) — 4:22

## Чартові позиції
| Чарт (2000)                             | Найвища позиція |
| --------------------------------------- | --------------- |
| Нідерланди (Mega Single Top 100)        | 22              |
| Нова Зеландія (RIANZ)                   | 35              |
| США (Billboard Hot 100)                 | 72              |
| США (Hot R&B/Hip-Hop Songs) (Billboard) | 36              |
| Швейцарія (Media Control AG)            | 55              |